# H. F. G. Starke
Hermann Franz Gerhard Starke (oft auch H. F. G. Starke)  (* 16. August 1916 in Berbersdorf; † 24. Mai 1996 in Berlin) war ein deutscher Journalist.

## Leben
Starke wurde 1939 in Leipzig bei Hans Amandus Münster zum Dr. phil. promoviert. Ab 1949 leitete er im Hamburger Funkhaus des NDR die politische Abteilung. Am 22. August 1961 wurde Starke (zu diesem Zeitpunkt Leiter der Hauptabteilung Politik des NDR) Intendant des Deutschlandfunks und blieb dies bis 1966. Anschließend wurde er Chefredakteur der Zeitung Die Welt.
Starke war zwei Jahrzehnte lang, von Anfang der 50er bis Anfang der 70er-Jahre, V-Mann des Bundesnachrichtendienstes (BND) und bezog in dieser Position monatlich 500 DM Agentenlohn. Unter dem Decknamen Stolze verhinderte er bereits vor seiner Zeit beim Deutschlandfunk abträgliche Nachrichten über den BND. Zudem ließ er Personal vom BND prüfen und gab vertrauliche Auskünfte über Interna der Personalpolitik, persönliche Informationen über Mitarbeiterinnen und Mitarbeiter und innerdienstlichen Schriftverkehr aus dem Deutschlandfunk an die Behörde in Pullach weiter.

## Schriften
- Gerhard Starke: Die Einheit der Publizistik und ihre geistigen Grundlagen. Dresden: Dittert 1939 Zugl.: Leipziger, Phil. Diss.